# Francisco Sarabia
Francisco Sarabia Tinoco (Lerdo, 1900. július 3. – Washington, 1939. június 7.) mexikói pilóta sokat tett Mexikó légiközlekedésének fejlesztéséért, valamint rekordot is döntött azzal, hogy 1939-ben 10 óra 48 perc alatt megtette a Mexikóváros–New York távolságot. Róla nevezték el a torreóni Francisco Sarabia nemzetközi repülőteret.

## Élete
1900-ban született a Durango állambeli Lerdo városában. Apját hamar elvesztette, helyette egyik apai nagybátyja gondoskodott a gyermekről. 1914-ben Kansas Citybe ment, hogy mérnöknek tanuljon, majd visszatért Mexikóba, és 1919-ben Torreónban egy járműjavítóműhelyt hozott létre. 1924-től autóversenyeken kezdett részt venni, majd 1926-ban vagy 1928-ban Chiacgóban pilótának kezdett tanulni, és még ezen év augusztus 8-án meg is szerezte a képesítést. A következő években tagja volt egy légimutatványos csoportnak és dolgozott az Amerikai Egyesült Államok légipostájának is.
1929-ben Monterreyben létrehozta az első polgári repülési iskolát, majd 1931-ben Villahermosában telepedett le. A következő években létrehozott számos belföldi légiútvonalat is, főként a déli Chiapas és Yucatán irányába, valamint megalapította a Tuxtla Gutiérrez-i székhelyű Transportes Aéreos de Chiapas légitársaságot is.
1932-ben néhány spanyol pilóta eltervezte, hogy közvetlen légi kapcsolatot létesít Spanyolország és Latin-Amerika között, ám gépük lezuhant. Ezután Sarabia is elhatározta, hogy megpróbál Európába repülni, és már anyagi támogatást is elkezdett hozzá gyűjteni, de végül a terv nem valósult meg. 1938. december 2-án viszont Los Angelesben vásárolt, Conquistador del Cielo („az ég meghódítója”) nevű, XB-AKM azonosítójú repülőgépével megállás nélkül 6 és fél óra alatt elrepült Los Angelesből Mexikóvárosba, 1939 márciusában Mexikóvárosból Chetumalba, majd onnan Méridába, áprilisban pedig Mexikóvárosból Guatemalavárosba.
1939 májusában a Nemzetközi Repülőszövetség felhívást intézett a Mexikóváros és New York közötti repülőút több mint 14 órás, Amelia Earhart által tartott rekordjának megdöntésére. Sarabia repülőgépének 272 gallonos üzemanyag-kapacitását 400-ra bővítette, hogy elegendő legyen az úthoz, majd május 24-én reggel 6:52-kor felszállt, és helyi idő szerint este 6:40-kor ért földet New Yorkban, így 10 óra 48 perc alatt sikerült megtennie az utat, tehát a rekordot jócskán megdöntötte. A repülőszövetség mellett az amerikai és a mexikói kormány is gratulált eredményéhez, sőt, néhány nap múlva maga Franklin D. Roosevelt elnök is fogadta a Fehér Házban.
1939. június 7-én Washingtonból szállt fel, célja Mexikóváros volt, ám négy perccel a felszállás után gépe a Potomac mellékfolyójába, az Anacostiába zuhant. Sarabia nem élte túl a balesetet. Testét három nappal később hazavitték Mexikóvárosba, ahol 11-én Lázaro Cárdenas rendeletére a Rotonda de los Hombres Ilustresbe temették el más hírességek közé.

## Emlékezete
Sarabia emlékére 1972-ben Lerdóban emlékmúzeumot hoztak létre, de a 21. század elejéig ennek állapota folyamatosan romlott. 2013-ra azonban felújították, ahogy Sarabia híres gépét, a Granville-Miller & De Lackner által gyártott, R–6H típusú, a balesetben összetört repülőt is, és kiállították a múzeumban, a pilótához kapcsolódó személyes emlékek és fényképek mellett.
A pilótáról nevezték el a torreóni Francisco Sarabia nemzetközi repülőteret is.

## Képek

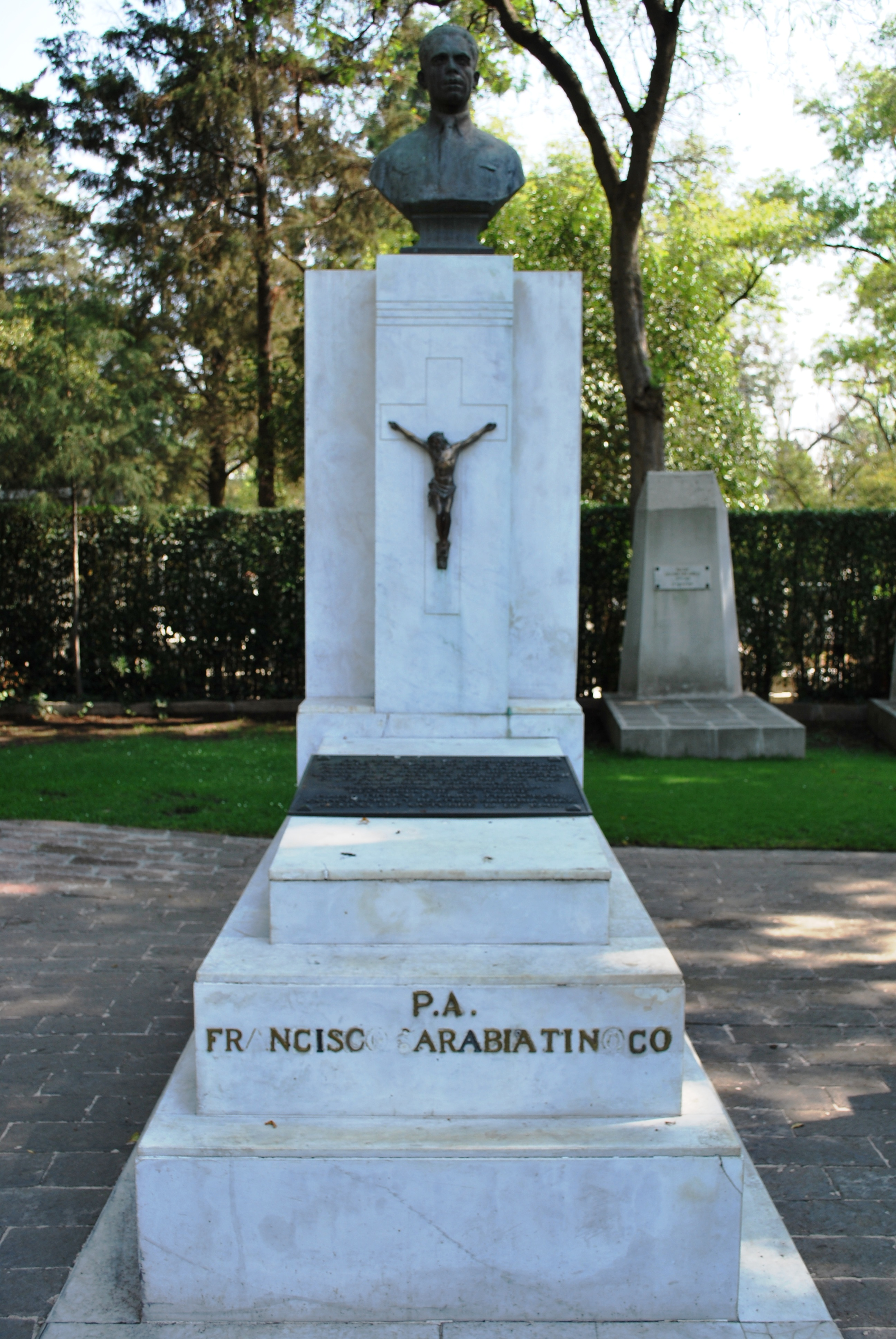
Francisco Sarabia síremléke Mexikóvárosban
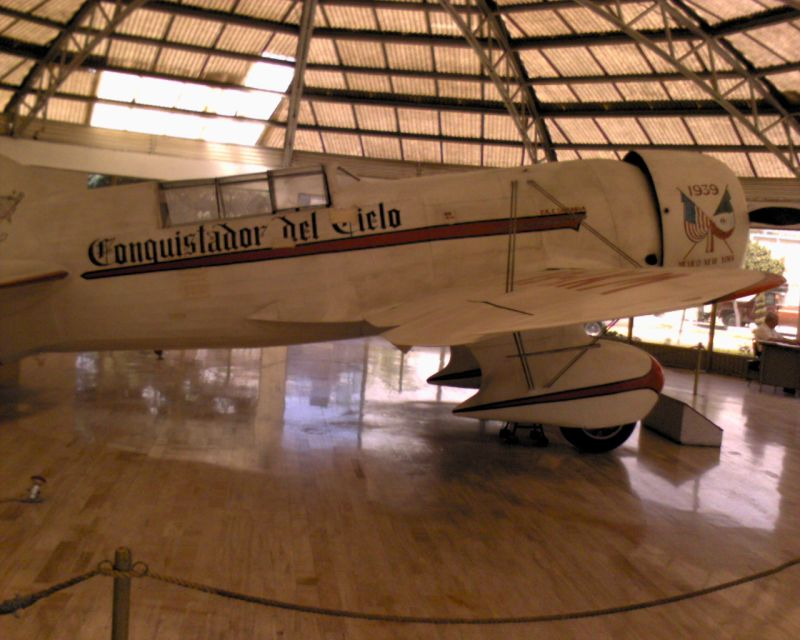
A Conquistador del Cielo a lerdói múzeumban
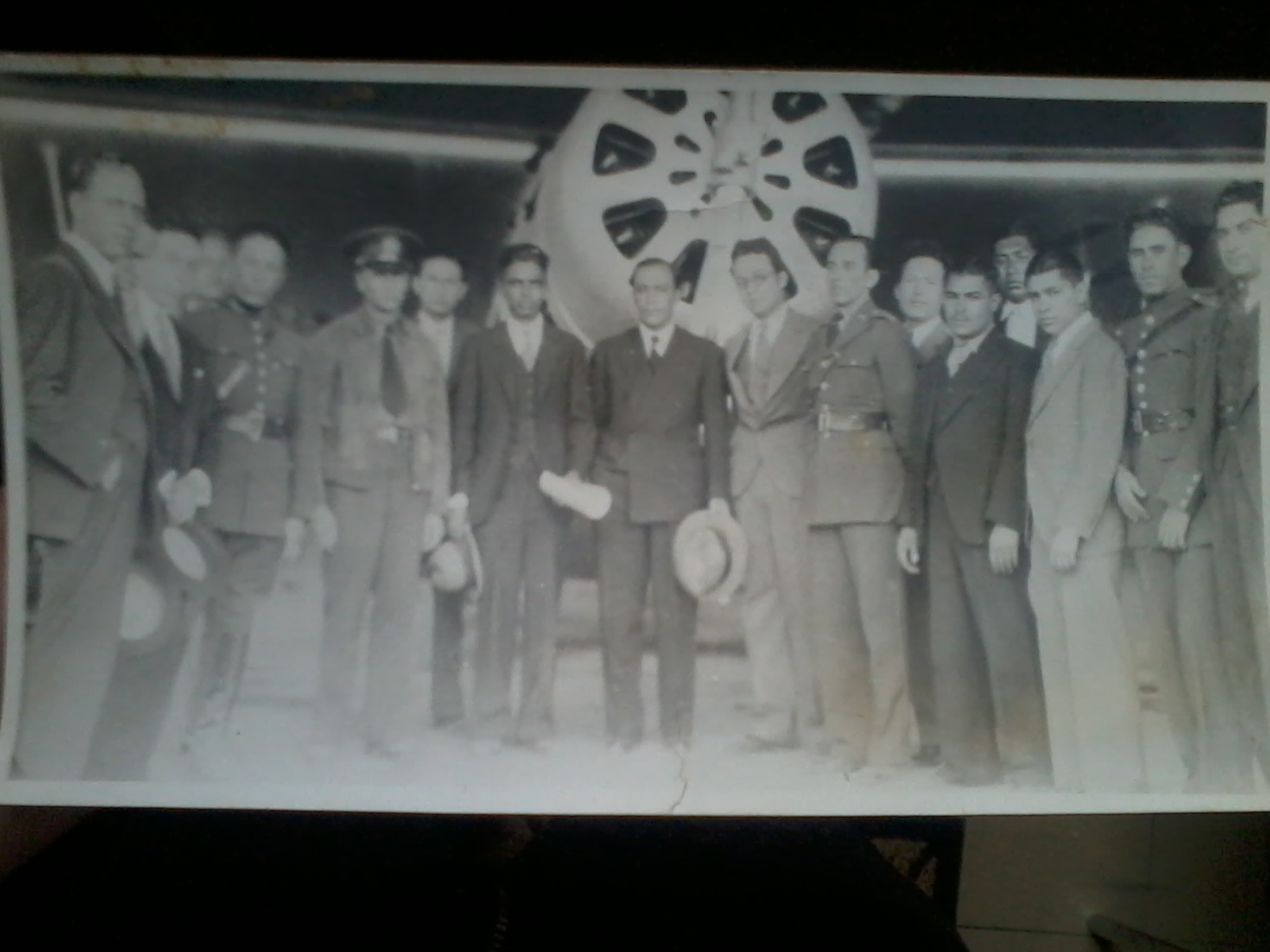
Manuel Gómez Morín (UNAM) és Francisco Sarabia